# 马启智
馬啟智（1943年11月—），男，回族，寧夏涇源人，中华人民共和国政治人物，曾任宁夏回族自治区人民政府主席，第十一屆全國人大常委會委員，民族委員會主任委員，中共第十四屆中央候補委員、委員(十四屆五中全會遞補)，第十五屆中央候補委員，第十六屆中央委員。中央民族學院歷史系歷史專業畢業，大學學歷。

## 生平
1963年9月至1967年9月在中央民族学院歷史系歷史專業學習。1967年8月參加工作。1967年9月留校待分配。1968年7月在中國人民解放軍部隊農場勞動鍛煉。1969年10月任鞍山鋼鐵公司第一煉鋼廠育成中學教師。1970年3月任寧夏回族自治區銀川市第二中學教師。1972年7月加入中國共產黨。
1973年3月至1982年10月任共青團銀川市委幹事，共青團寧夏回族自區委辦公室幹事、副主任，寧夏回族自治區青聯秘書長。1982年10月任共青團寧夏區委副書記。1983年5月任中共寧夏回族自治區固原地委副書記。1985年9月任中共寧夏回族自治區黨委組織部副部長(其間：1986年9月至1987年7月在中共中央黨校培訓部學習)。1988年9月任中共寧夏回族自治區銀南地委副書記、銀南地區行署專員。
1991年3月任中共寧夏回族自治區黨委常委、自治區黨委宣傳部部長。1993年4月任中共寧夏回族自治區黨委副書記兼自治區黨委宣傳部部長。1997年12月任寧夏回族自治區人民政府副主席、代主席。1998年5月至2007年5月任中共寧夏回族自治區黨委副書記、寧夏回族自治區主席。2007年4月任全國人大農業與農村委員會副主任委員。2008年3月任全國人大民族委員會主任委員。